# Jeffrey Lee Pierce
 (janvier 2012).
Si vous disposez d'ouvrages ou d'articles de référence ou si vous connaissez des sites web de qualité traitant du thème abordé ici, merci de compléter l'article en donnant les références utiles à sa vérifiabilité et en les liant à la section « Notes et références ».
Jeffrey Lee Pierce est un musicien américain né le 27 juin 1958 à Montebello (Californie) et mort le 31 mars 1996. Il est surtout connu pour avoir été la figure principale du Gun Club. Il fut un des membres fondateurs des Red Lights avant de former le Gun Club, et réalisa plusieurs albums en solo.

## Biographie

### Années 1970
Né d’une mère américano-mexicaine, Jeffrey Lee Pierce passe son enfance à El Monte, une banlieue ouvrière industrielle dans la périphérie de Los Angeles. Il est maltraité par son père. À l’adolescence, il déménage à Granada Hills, banlieue de classe moyenne située dans la vallée de San Fernando, toujours en Californie et maltraité par son père. Jeffrey va à la Granada Hills High School, où il participe à des programmes de théâtre, joue dans quelques pièce et commence un travail d’écriture en proposant de courtes pièces expérimentales.
Les influences musicales de Jeffrey Lee Pierce à cette période sont tournées vers le glam rock ainsi que le rock progressif ; plus particulièrement de groupes comme Sparks, Genesis et Roxy Music. Au milieu des années 1970, après avoir assisté à un concert de Bob Marley, Pierce se passionne profondément pour le reggae : il se rend en Jamaïque pour en découvrir la musique et la culture. Son engouement pour le reggae coïncide avec l’émergence du punk rock. Pierce devient un incontournable de la scène musicale californienne en écrivant de nombreux articles pour le fanzine musical Slash et, dans une moindre mesure, pour ses performances de musicien.
Pierce est vite déçu par cette scène qu’il ne trouve pas assez authentique. Il va alors se tourner vers une musique ancrée dans l’histoire la culture américaine, le blues du delta. À la fin des années 1970, Jeffrey Lee Pierce va développer un personnage de front-man charismatique, inspiré par Bryan Ferry et Marc Bolan, qui allait devenir un élément essentiel du Gun Club.
Au début de sa carrière de musicien, Pierce va être soutenu par Debbie Harry du groupe Blondie, qui était convaincue de son potentiel. II a rencontré la chanteuse alors qu’il était président du fan club de Blondie. C’est aussi lui qui a soufflé à Debbie Harry la reprise de Hanging on The Telephone du groupe power pop The Nerves. Jeffrey rencontre Kid « congo » Powers et le pousse à apprendre la guitare. Ils vont ensemble fonder The Creeping Ritual en 1979, nom qu’ils changeront pour s’appeler The Gun Club.

### Années 1980
Dans les années 1980, The Gun Club publie trois albums. Le premier, Fire of Love, est considéré comme le plus réussi, grâce à des chansons comme Sex Beat et She’s Like Heroin to Me. Le groupe montre une vision hypnotique de l’histoire musicale des États-Unis, mêlant rythmes Vaudou et sauvagerie punk à un style fondamentalement Blues. L’album contient une reprise de la chanson Preachin’ Blues de Robert Johnson.
Les deux albums suivants, Miami et The Las Vegas Story, sont parus en 1982 et 1984. La musique mélange esthétique punk, country, et blues.
Bien que le Gun Club n’ait jamais atteint un succès commercial significatif de par les différentes addictions de Pierce à l’alcool ou la drogue, le groupe a toujours été salué par la critique et reconnu comme un des groupes les plus influents de l’époque. The White Stripes, Mark Lanegan ou encore Noir Désir citent le groupe comme une de leurs influences majeures.
Le deuxième album, Miami, est produit par Chris Stein de Blondie et paraît en 1982. Cet opus semble plus hanté que le précédent, et montre une évolution dans le style vocal de Pierce. En témoignent les interprétations de Devil in The Woods, Sleeping in Blood City et la reprise de Run Through The Jungle du groupe Creedence Clearwater Revival.
Les années 1982-1984 sont marquées par de nombreux changements de line-up. Divers membres se plaignent de la personnalité imprévisible de Pierce, dont les excès rendent le travail en groupe difficile. Néanmoins, The Las Vegas Story paraît en 1984.

### Années 1990
L'autobiographie de Jeffrey Lee Pierce, Go Tell The Mountain, revient sur la crise personnelle qu’il a connue à la fin des années 1980 et au début des années 1990. Son état de santé s’est dégradé durant cette période. Le dernier album du Gun Club, Lucky Jim, paraît en 1993 et comprend notamment la chanson Idiot Waltz. Pierce enregistre un autre album, en solo, Ramblin’ Jeffrey Lee, composé principalement de reprises d’artistes de blues tels que Howlin' Wolf, Lightnin' Hopkins et Skip James.
En 1996, Jeffrey Lee Pierce meurt d’une hémorragie cérébrale à l’âge de trente-sept ans. Le 4 avril 1996, son corps est incinéré et ses cendres ont été dispersés dans la mer du Japon.
Il est père de 3 enfants mais sa dernière fille ne le connaîtra pas.

## Discographie

### Albums
- 1985 : Wildweed
- 1992 : Ramblin' Jeffrey Lee

### Singles et EP's
- 1985 : Love & Desperasion
- 1985 : Asesino Sexual

## Réception

### Hommages posthumes
- Sur la base d'ébauches enregistrées par Jeffrey Lee Pierce sur cassette et retrouvées par le chanteur et guitariste Cypress Grove, un collectif composé de certains de ses amis musiciens a réalisé trois disques (sur quatre prévus) sous le nom de Jeffrey Lee Pierce Sessions Project[3]:
  - We Are Only Riders, 2010
  - The Journey Is long, 2012
  - Axels & Sockets, 2014
  - The Task Has Overwhelmed Us, 2023
- Jeffrey Lee Pierce de Keith Morris du groupe OFF!(en)[4]
- Song for JLP, dernier morceau de l'album 666.667 Club de Noir Désir, est un morceau que Bertrand Cantat a écrit peu de temps après la mort de Jeffrey Lee Pierce.